# Paronychia ahartii
Paronychia ahartii är en nejlikväxtart som beskrevs av B. Ertter. Paronychia ahartii ingår i släktet prasselörter, och familjen nejlikväxter. Inga underarter finns listade i Catalogue of Life.